# Belœil, Québec
Belœil är en stad (kommun av typen ville) och tätort (centre de population) i provinsen Québec i Kanada. Den ligger i regionen Montérégie, i den sydöstra delen av landet, 190 km öster om huvudstaden Ottawa. Antalet invånare vid folkräkningen 2021 var 24 104 i kommunen och 52 959 i tätorten.